# Hans Ripa
Hans Arvid Ripa, född 14 september 1912 i Höör i Skåne, död 3 april 2001 i Båstad, var en svensk målare, tecknare och teaterdekoratör.
Han var son till direktören Herman Ripa och Hilda Hanson. Han gifte sig första gången med den 10 november 1934 med författaren Gunlög Bülow-Hübe (1910-1997) (skild  1943) och andra gången gifte han sig den 26 januari 1945 med skådespelaren Margaretha Boije af Gennäs (1913-2003).
Ripa studerade vid Skånska målarskolan i Malmö 1928–1929 samt i Leipzig och Dresden 1930. Senare bedrev han studier vid Maison Watteau 1934 och vid Académie Colarossi 1935, båda i Paris, samt vid danska Konstakademien i Köpenhamn under Aksel Jørgensen i två år. Perioden 1942-1950 arbetade Ripa huvudsakligen med teaterdekorationer i Stockholm och Malmö samt för olika folkparksturnéer. Som teatermålare var han verksam på Scalateatern i Stockholm, Hippodromen (Hipp) i Malmö och på Malmö Stadsteater.
Hans konst består av teckningar, stilleben, bland annat med blommor, och landskapsmotiv från Skåne, bland annat vid trakten från Torekov, och från Sydeuropa i olja. Hans målningar är vanligen hållna i en blond, välstämd kolorit, stilen är snabb och skissartad. Som illustratör har han bland annat illustrerat Margareta Subers reseskildringar. Han var en av initiativtagarna till bildandet av den skånska konstnärsgruppen Blandningen 1938.

## Utställningar
- Helsingborg, Malmö, Borås och Tomelilla.
- Internationellt har han ställt ut i New York, Nice och Paris.[3]

## Representerad
Ripa är representerad vid Landskrona museum, Tomelilla museum och Simrishamns museum.